# Grupa E din preliminariile Campionatului European de Fotbal 2020
Grupa E din preliminariile UEFA Euro 2020 este una din cele zece grupe care decid ce echipe se califică la turneul final al UEFA Euro 2020. Grupa C constă din cinci echipe: Azerbaidjan, Croația, Ungaria, Slovacia și Țara Galilor, unde vor juca fiecare cu fiecare tur-retur.
Primele două clasate se vor califica direct la turneul final. Spre deosebire de edițiile anterioare, nu vor exista baraje, ci doar un play-off în care accesul se face conform rezultatelor din Liga Națiunilor UEFA 2018–2019.

## Clasament
| Loc | Echipa       | MJ | V | E | Î | GM | GP | DG  | Pct | Calificare                  |     | Croația | Țara Galilor | Slovacia | Ungaria | Azerbaidjan |
| --- | ------------ | -- | - | - | - | -- | -- | --- | --- | --------------------------- | --- | ------- | ------------ | -------- | ------- | ----------- |
| 1   | Croația      | 8  | 5 | 2 | 1 | 17 | 7  | +10 | 17  | Calificare la turneul final |     | —       | 2–1          | 3–1      | 3–0     | 2–1         |
| 2   | Țara Galilor | 8  | 4 | 2 | 2 | 10 | 6  | +4  | 14  | Calificare la turneul final |     | 1–1     | —            | 1–0      | 2–0     | 2–1         |
| 3   | Slovacia (X) | 8  | 4 | 1 | 3 | 13 | 11 | +2  | 13  |                             |     | 0–4     | 1–1          | —        | 2–0     | 2–0         |
| 4   | Ungaria (X)  | 8  | 4 | 0 | 4 | 8  | 11 | −3  | 12  |                             | 2–1 | 1–0     | 1–2          | —        | 1–0     |             |
| 5   | Azerbaidjan  | 8  | 0 | 1 | 7 | 5  | 18 | −13 | 1   |                             | 1–1 | 0–2     | 1–5          | 1–3      | —       |             |

## Meciuri
Programarea meciurilor a fost publicată de UEFA în aceeași zi cu tragerea la sorți, la 2 decembrie 2018 la Dublin. Orele sunt date în CET/CEST, după cum au fost publicate de UEFA (orele locale, dacă diferă, sunt în paranteză).
| Croația                               | 2–1             | Azerbaidjan           |
| ------------------------------------- | --------------- | --------------------- |
| Andrej Kramarić 34' Borna Barišić 44' | Raport Wikidata | Ramil Şeydayev⁠(d) 19' |

| Slovacia | 2–0             | Ungaria                                 |
| -------- | --------------- | --------------------------------------- |
|          | Raport Wikidata | Albert Rusnák⁠(d) 40' Ondrej Duda⁠(d) 42' |

| Țara Galilor | 1–0             | Slovacia           |
| ------------ | --------------- | ------------------ |
|              | Raport Wikidata | Daniel James⁠(d) 5' |

| Ungaria | 2–1             | Croația                                              |
| ------- | --------------- | ---------------------------------------------------- |
|         | Raport Wikidata | Ante Rebić 13' Máté Pátkai⁠(d) 31' Ádám Szalai⁠(d) 34' |

| Croația | 2–1             | Țara Galilor                                                     |
| ------- | --------------- | ---------------------------------------------------------------- |
|         | Raport Wikidata | Ivan Perišić 3' James Lawrence⁠(d) 17' (aut.) David Brooks⁠(d) 32' |

| Azerbaidjan | 1–3             | Ungaria                                                        |
| ----------- | --------------- | -------------------------------------------------------------- |
|             | Raport Wikidata | Willi Orban⁠(d) 18', 8' Mahir Emreli⁠(d) 24' Dávid Holman⁠(d) 26' |

| Azerbaidjan | 1–5             | Slovacia                                                                                                |
| ----------- | --------------- | --- |
|             | Raport Wikidata | Stanislav Lobotka⁠(d) 8' Marek Hamšík 30', 12' Juraj Kucka 27' Ramil Şeydayev⁠(d) 29' Dávid Hancko⁠(d) 40' |

| Ungaria | 1–0             | Țara Galilor       |
| ------- | --------------- | ------------------ |
|         | Raport Wikidata | Máté Pátkai⁠(d) 35' |

| Slovacia | 0–4             | Croația                                                                   |
| -------- | --------------- | ------------------------------------------------------------------------- |
|          | Raport Wikidata | Ivan Perišić 2', 1' Bruno Petković 27' Dejan Lovren 44' Nikola Vlašić 45' |

| Țara Galilor | 2–1             | Azerbaidjan                                                    |
| ------------ | --------------- | -------------------------------------------------------------- |
|              | Raport Wikidata | Mahir Emreli⁠(d) 14' Pavlo Pașaev⁠(d) 26' (aut.) Gareth Bale 39' |

| Azerbaidjan | 1–1             | Croația                                         |
| ----------- | --------------- | ----------------------------------------------- |
|             | Raport Wikidata | Luka Modrici 11' (pen.) Təmkin Xəlilzadə⁠(d) 27' |

| Ungaria | 1–2             | Slovacia                                                   |
| ------- | --------------- | ---------------------------------------------------------- |
|         | Raport Wikidata | Dominik Szoboszlai 5' Róbert Boženík⁠(d) 11' Róbert Mak 40' |

| Croația |        | Ungaria |
| ------- | ------ | ------- |
|         | Raport |         |

| Slovacia |        | Țara Galilor |
| -------- | ------ | ------------ |
|          | Raport |              |

| Ungaria |        | Azerbaidjan |
| ------- | ------ | ----------- |
|         | Raport |             |

| Țara Galilor |        | Croația |
| ------------ | ------ | ------- |
|              | Raport |         |

| Azerbaidjan |        | Țara Galilor |
| ----------- | ------ | ------------ |
|             | Raport |              |

| Croația |        | Slovacia |
| ------- | ------ | -------- |
|         | Raport |          |

| Slovacia |        | Azerbaidjan |
| -------- | ------ | ----------- |
|          | Raport |             |

| Țara Galilor |        | Ungaria |
| ------------ | ------ | ------- |
|              | Raport |         |

## Marcatori
1 gol
- Ramil Sheydayev
- Borna Barišić
- Andrej Kramarić
- Ondrej Duda
- Albert Rusnák

## Disciplină
Un jucător este automat suspendat pentru următorul meci în cazul următoarelor infracțiuni:
- Cartonaș roșu (suspendările în acest caz pot fi mărite pentru infracțiuni grave)
- Trei cartonașe galbene în trei meciuri diferite, apoi ca al cincilea cartonaș galben și fiecare cartonaș galben după acesta (suspendările pentru cartonașe galbene se reportează pentru play-off, dar nu și la turneul final sau la alte meciuri internaționale viitoare)